# Ewen Sappir
Ewen Sappir (hebr.: אבן ספיר) – moszaw położony w samorządzie regionu Matte Jehuda, w Dystrykcie Jerozolimy, w Izraelu.
Leży w górach Judei.
Na północ od moszawu (ok. 5 km od En Kerem) znajduje się franciszkański klasztor Pustynia św. Jana i jaskinia wiązana z pobytem Jana Chrzciciela na pustkowiu.

## Historia
Moszaw został założony w 1950 przez imigrantów z Kurdystanu, Maroka i Węgier.

## Gospodarka
Gospodarka moszawu opiera się na rolnictwie i turystyce.